# Criminal Minds (mùa 6)
Mùa thứ sáu của Criminal Minds lần đầu phát sóng trên đài CBS vào ngày 22 tháng 9 năm 2010 và kết thúc vào ngày 18 tháng 5 năm 2011.
Trước khi bắt đầu quay mùa phim, A. J. Cook được thông báo sẽ rời phim do cắt giảm ngân sách liên quan đến việc khởi động phần phụ của Criminal Minds. Nhờ thư yêu cầu từ người hâm mộ, Cook được phép trở lại hai tập để hoàn thành cốt chuyện nhân vật của cô. Sau này cô trở lại làm khách mời đặc biệt trong hai tập sau của mùa này. Paget Brewster là nhân vật chính trong mười tám tập và cũng được loại bỏ khỏi phim. Rachel Nichols là khách mời cho hai tập và được lên làm nhân vật chính, nhưng hợp đồng của cô không được gia hạn sau tập cuối của mùa.
Đoạn giới thiệu mở đầu được thay đổi mùa này: thêm âm thanh và hiệu ứng hình ảnh được thêm vào; nhạc nền được mở rộng, và đoạn guitar điện được thêm vào.

## Dàn diễn viên

### Chính
- Joe Mantegna trong vai Đặc vụ giám sát David Rossi (Đặc vụ cấp cao BAU)
- Paget Brewster trong vai Đặc vụ giám sát Emily Prentiss (Đặc vụ BAU) (Tập 1-18)
- Shemar Moore trong vai Đặc vụ giám sát Derek Morgan (Đặc vụ BAU)
- Matthew Gray Gubler trong vai Đặc vụ giám sát Tiến sĩ Spencer Reid (Đặc vụ BAU)
- A. J. Cook trong vai Đặc vụ giám sát Jennifer "JJ" Jareau (Liên lạc truyền thông BAU) (Tập 1-2)
- Kirsten Vangsness trong vai Đặc vụ Penelope Garcia (Nhà phân tích kỹ thuật BAU & Liên lạc truyền thông)
- Rachel Nichols trong vai Đặc vụ Ashley Seaver (Đặc vụ BAU) (Tập 10-24)
- Thomas Gibson trong vai Đặc vụ giám sát Aaron "Hotch" Hotchner (Trưởng Đơn vị BAU & Liên lạc truyền thông)

### Thường xuyên
- Jayne Atkinson trong vai Đặc vụ giám sát Erin Strauss (Trưởng Bộ phận BAU)
- Cade Owens trong vai Jack Hotchner
- Isabella Murad trong vai Ellie Spicer
- Timothy V. Murphy trong vai Ian Doyle
- Sebastian Roché trong vai Clyde Easter
- Siena Goines trong vai Tsia Mosely
- Nicholas Brendon trong vai Kevin Lynch
- A. J. Cook trong vai Đặc vụ Jennifer "JJ" Jareau (Tập 18 & 24)

## Các khách mời

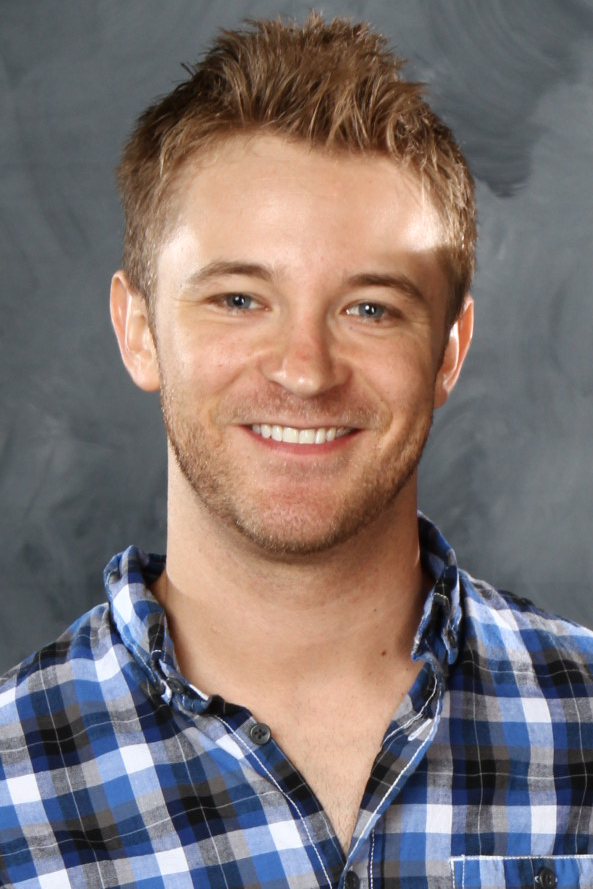
Michael Welch xuất hiện trong tập "J.J." vai Sydney Xavier Pearson.

Trong tập đầu mùa phim "The Longest Night", Tim Curry trở lại với vai một trong những tội phạm khét tiếng nhất của phim, Billy Flynn, còn được biết là "Hoàng tử Bóng tối". Robert Davi trở lại với vai thám tử Adam Kurzbard, dẫn đầu cuộc điều tra án mạng. Trong tập "J.J.", Chris Marquette làm khách mời trong vai James Barrett, một người đã bắt cóc và giết Kate Joyce bất thành. Trong tập "Remembrance of Things Past", Daniel J. Travanti làm khách mời trong vai Lee Mullens, một sát nhân hàng loạt bị bệnh Alzheimer. Trong tập "Compromising Positions", Craig Sheffer làm khách mời trong vai James Thomas, một sát nhân hàng loạt bị bất lực giết các cặp đôi đã kết hôn.

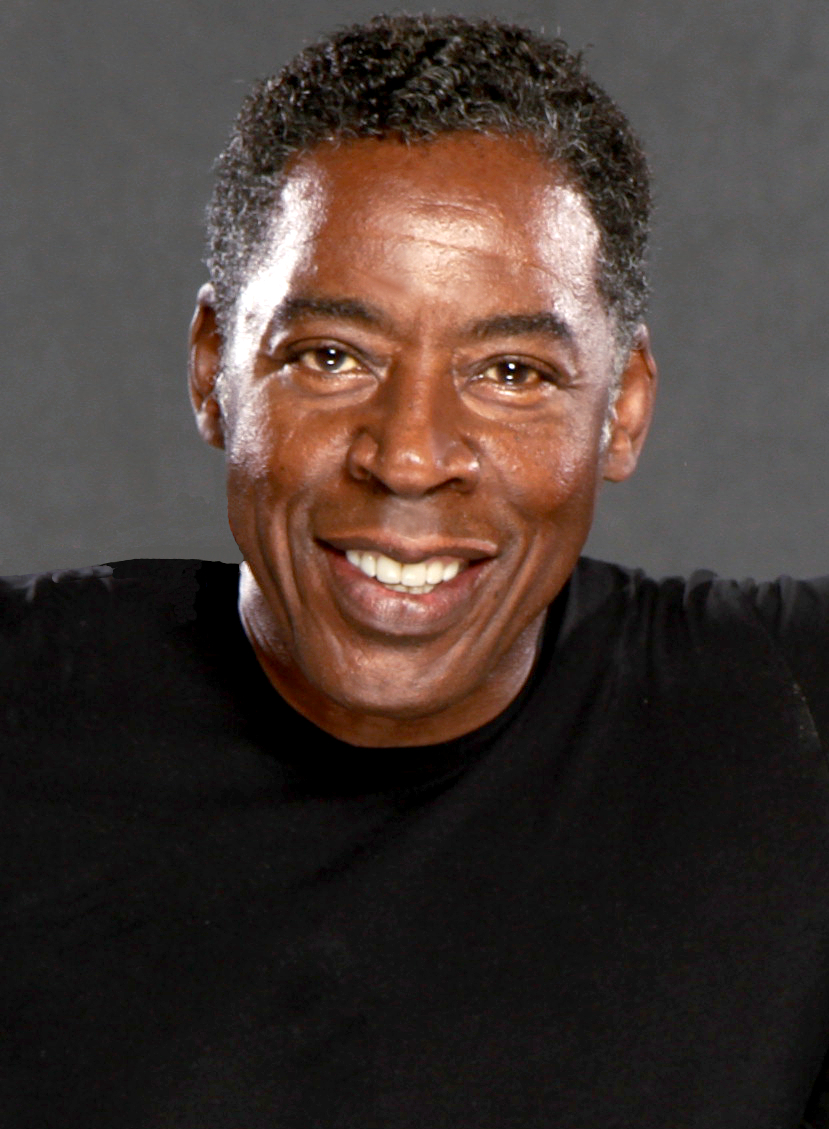
Ernie Hudson xuất hiện trong tập "Devil's Night" vai Lt. Al Garner.

Trong tập "Safe Haven", Sterling Beaumon làm khách mời trong vai Jeremy Sayers, tội phạm vị thành niên và kẻ tàn sát gia đình bị mẹ mình ghét từ lúc sinh ra. Mare Winningham làm khách mời trong vai Nancy Riverton, một người mẹ cho phép Jeremy ở lại qua đêm tại nhà họ. Trong tập "Devil's Night", Leonard Roberts làm khách mời trong vai Kaman Scott, một sát nhân hàng loạt mặt mày bị biến dạng thiêu sống nạn nhân trong đêm quỷ dữ, ngày trước lễ hội Halloween nổi tiếng. Trong tập "Middle Man", Steve Talley, Michael Grant Terry, và Jake Thomas làm khách mời trong vai Michael Kosina, Christopher Salters, và Scott Kagan, còn gọi là "Hội anh em hạt Johnson", bộ ba kẻ giết người hiếp dâm bắt cóc các vũ công thoát y. Melissa Claire Egan làm khách mời trong vai Tara Dice, một vũ công thoát y bị Prentiss và Reid tra hỏi.

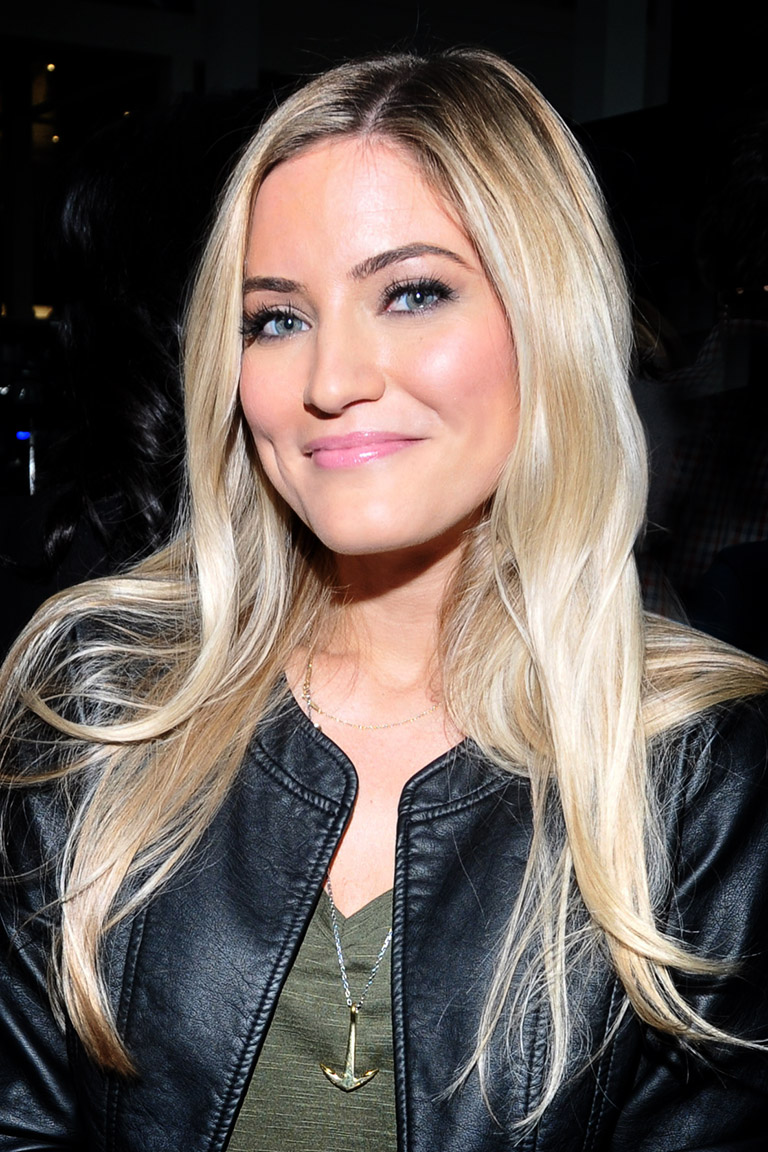
Justine Ezarik xuất hiện trong tập "Middle Man" vai Meredith Joy.

Trong tập "Reflection of Desire", Robert Knepper làm khách mời trong vai Rhett Walden, còn được biết là "The Hill Ripper", một kẻ bắt cóc bị tâm thần phân liệt tôn sùng bộ phim Reflection of Desire, một bộ phim mà người mẹ quá cố đóng. Sally Kirkland làm khách mời trong vai May Walden, một nữ diễn viên nổi tiếng từ Kỷ nguyên vàng của Hollywood do mang thai nên chỉ đóng một bộ phim, và sự nghiệp của cô bị rụi tàn sau đó. Whitney Able làm khách mời trong vai Penny Hanley, một người phụ nữ mà Walden bắt cóc sau án mạng của Kelly Landis. Trong tập "Into the Woods", Gattlin Griffith làm khách mời trong vai Robert Brooks, một cậu bé bị bắt cóc và hiếp bởi Shane Wyland. Emily Alyn Lind làm khách mời trong vai Anna Brooks, em gái của Robert cũng bị Wyland bắt cóc.

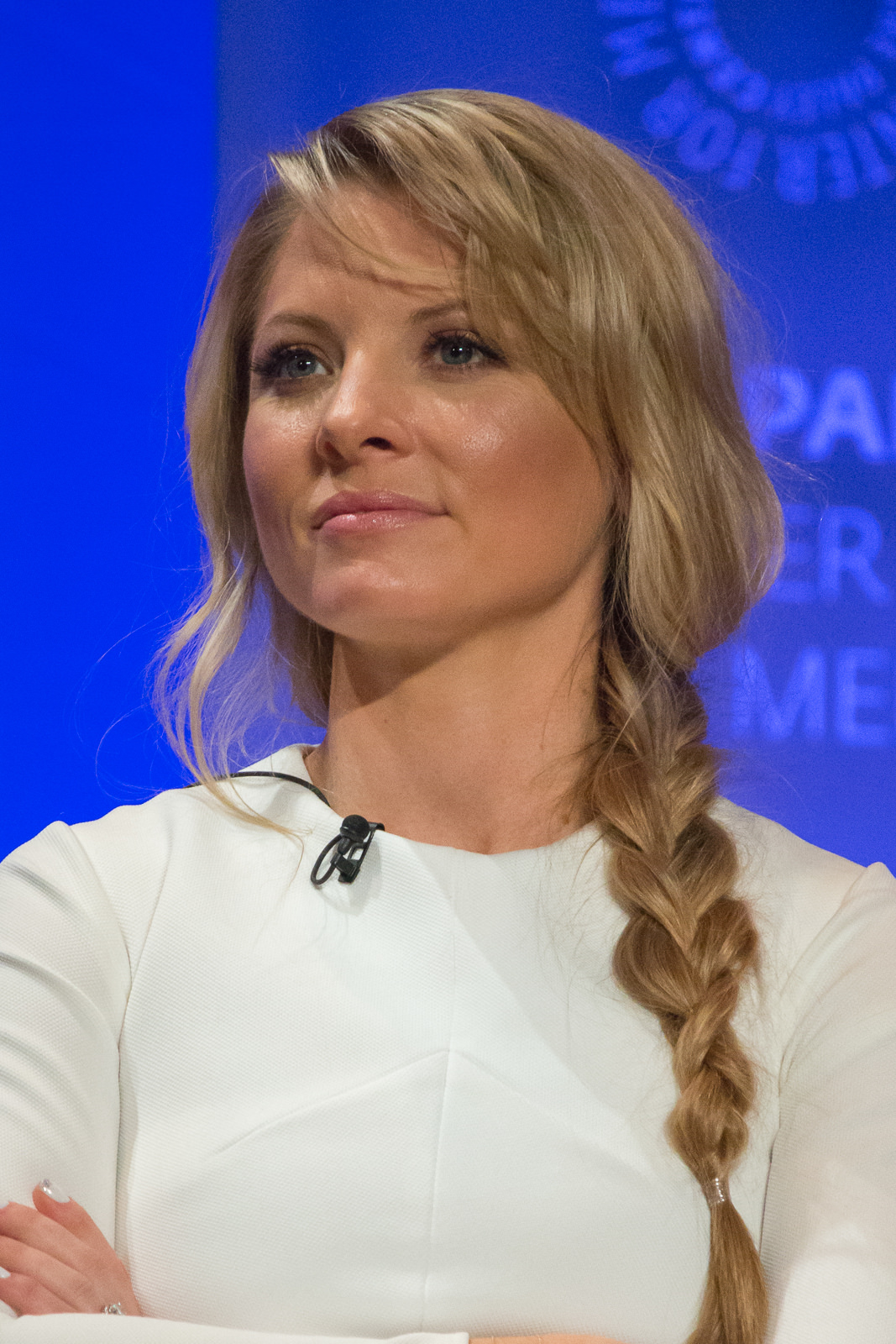
Ngôi sao Empire Kaitlin Doubleday xuất hiện trong tập "Reflection of Desire" vai Kelly Landis.

Trong tập "What Happens at Home", Kenneth Mitchell làm khách mời trong vai Drew Jacobs, một sát nhân hàng loạt giết nhiều phụ nữ, bao gồm vợ mình. Madison Leisle làm khách mời vai con gái của Jacobs, Heather. Trong tập "25 to Life", Kyle Secor làm khách mời trong vai Donald Sanderson, một người bị gài tội và ngồi tù vì tàn sát gia đình mình, và Philip Casnoff làm khách mời trong vai James Stanworth, người chịu trách nhiệm gài Sanderson và giết gia đình anh ấy. Angus Macfadyen làm khách mời trong vai Sean McCallister, sếp cũ của Emily Prentiss ở Interpol bị giết bởi một trong những tội phạm khét tiếng nhất của phim, Ian Doyle, do Timothy V. Murphy thủ vai. Trong tập "The Thirteenth Step", Jonathan Tucker và Adrianne Palicki làm khách mời trong vai Raymond Donovan và Sydney Manning, cặp đôi trẻ yêu nhau trên đường đi giết người rải rác.

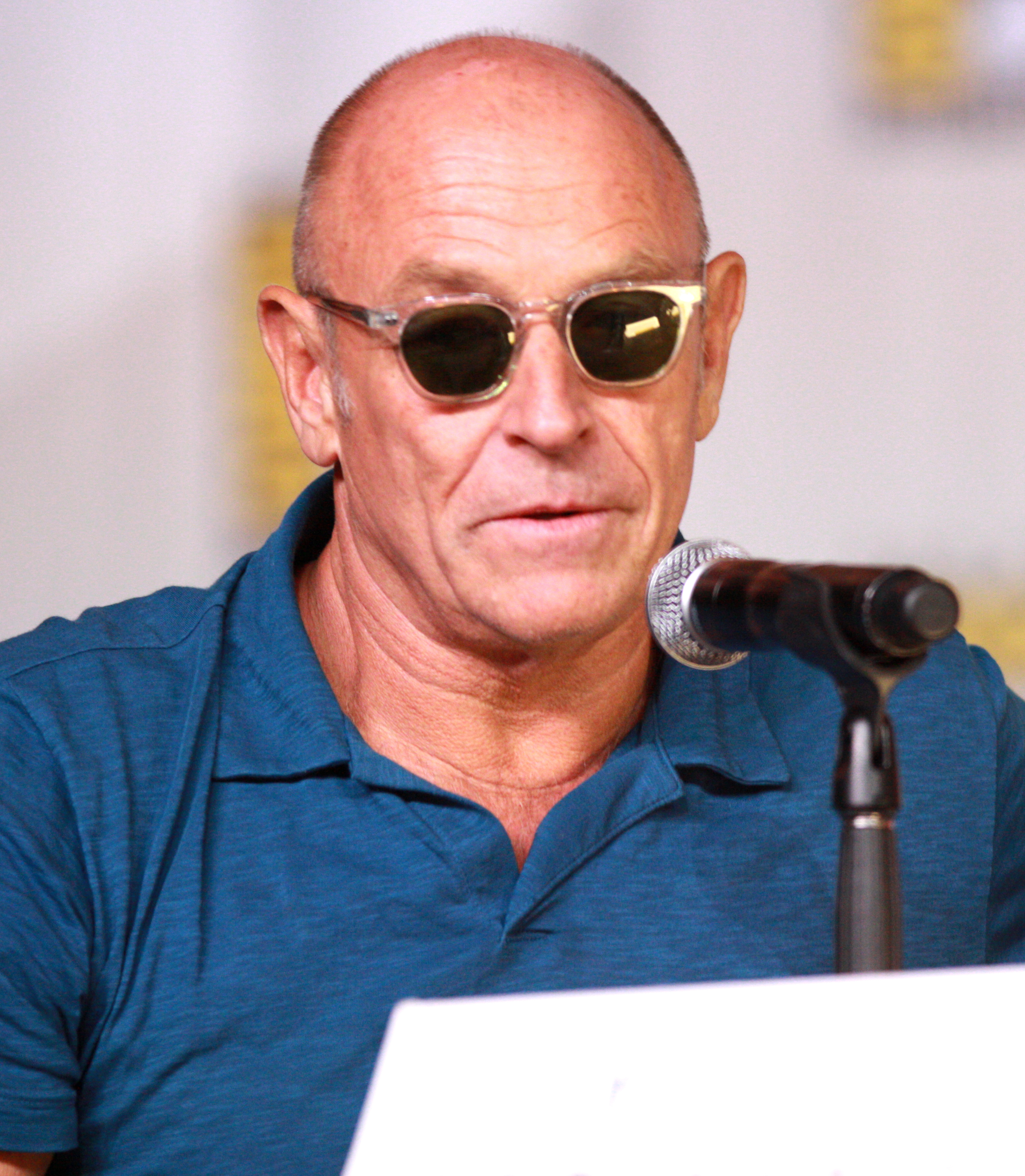
Ngôi sao L.A. Law và Psych Corbin Bernsen xuất hiện trong tập "Today I Do" vai Jerry Grandin.

Trong tập "Today I Do", Rebecca Field làm khách mời trong vai Jane Gould, một kẻ đeo bám và bắt cóc giả vờ làm người chăm sóc y tế để cô có thể hoạt động. Rachel Miner làm khách mời trong vai Molly Grandin, một người phụ nữ bị Gould bắt cóc và giữ trong nhà. Trong tập "Coda", Lew Temple làm khách mời trong vai Bill Thomas, một kẻ bắt cóc bố mẹ của Sammy Sparks, một cậu bé bị tự kỷ. Mimi Kennedy làm khách mời trong vai nhân viên xã hội của Sammy, Miss Rogers. Trong tập "Lauren", Patrick Fischler làm khách mời trong vai Jack Fahey, một giang hồ Ai-len và cộng sự của Ian Doyle. Trong tập "With Friends Like These", Bug Hall làm khách mời trong vai Ben Foster, một sát nhân bị tâm thần phân liệt, sau khi đốt nhà thờ, bắt đầu bị ảo giác thấy ba người đã chết trong đó.

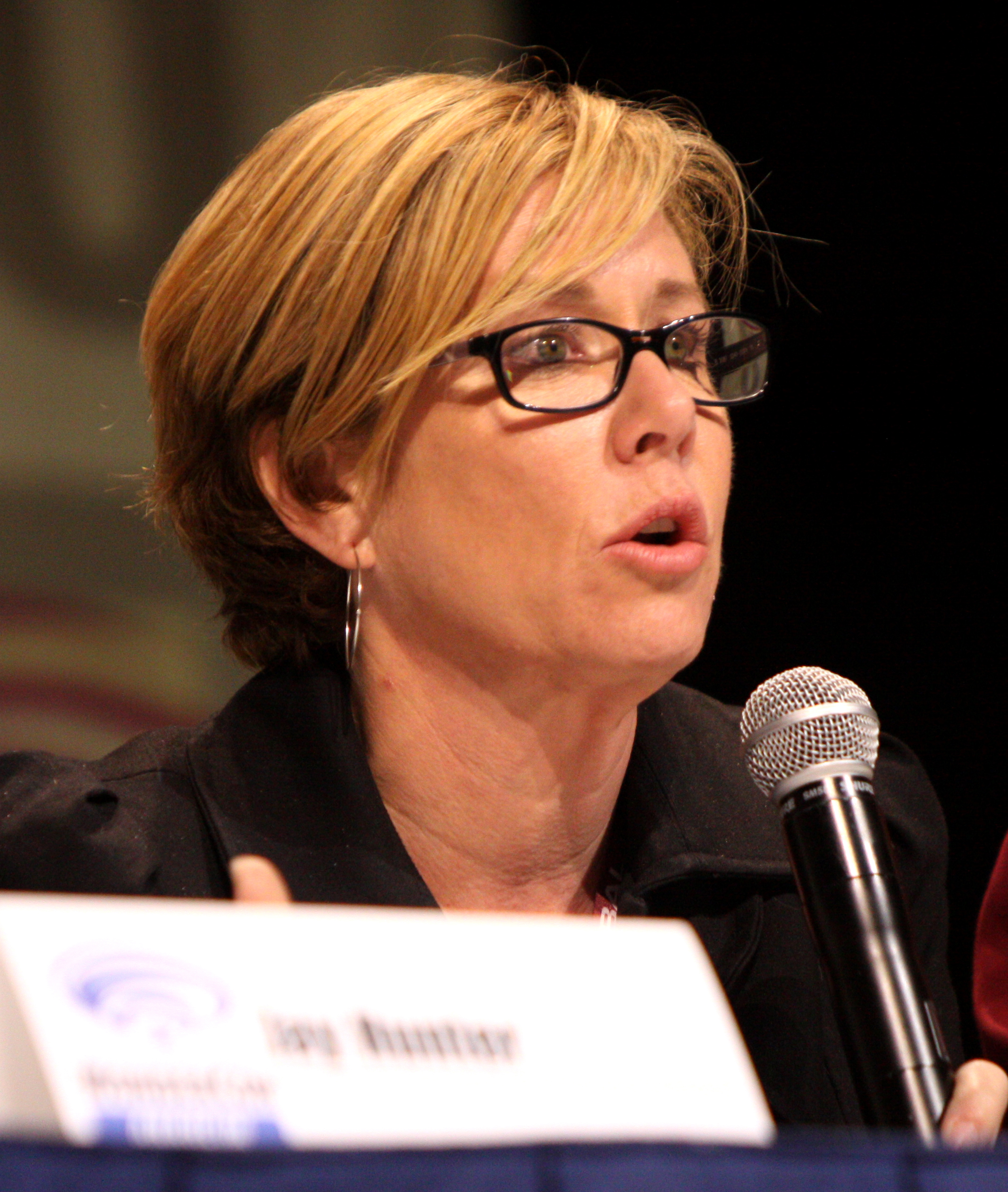
Romy Rosemont xuất hiện trong tập "Coda" vai Elizabeth Sparks.

Trong tập "Hanley Waters", Kelli Williams làm khách mời trong vai Shelly Chamberlain, một sát nhân không thể chấp nhận cái chết của con trai cô, đã chết trong tai nạn xe. Trong tập "Out of the Light", Jeffrey Meek làm khách mời trong vai Robert Bremmer, một sát nhân hàng loạt hiếp con gái riêng của mình, Rose, và bắt đầu bắt cóc, hiếp, và giết các cô gái giống Rose. Trong tập cuối của mùa phim "Supply and Demand", Angela Sarafyan làm khách mời trong vai Lucy, người dẫn đầu băng buôn bán người tự cho là một trong các nạn nhân. Amy Price-Francis làm khách mời trong vai Đặc vụ giám sát Andi Swann, trưởng đơn vị Lực lượng Chống buôn người trong nước và Sarah Foret làm khách mời trong vai Renee Matlin, một đặc vụ FBI hoạt động ngầm bị băng này bắt giữ.

## Các tập phim
| TT. tổng thể | TT. trong mùa phim | Tiêu đề                      | Đạo diễn             | Biên kịch                           | Ngày phát hành gốc   | Mã sản xuất | Người xem tại Hoa Kỳ (triệu) |
| --- | ------------------ | ---------------------------- | -------------------- | ----------------------------------- | -------------------- | ----------- | ---------------------------- |
| 115 | 1                  | "The Longest Night"          | Edward Allen Bernero | Edward Allen Bernero                | 22 tháng 9 năm 2010  | 601         | 14.13                        |
| Với cái chết của thám tử Spicer, Los Angeles vẫn bị mất điện cả thành phố, và "Hoàng tử Bóng tối" (Tim Curry) còn tự do, BAU cố gắng truy lùng hắn và giải cứu con gái của Spicer. |                    |                              |                      |                                     |                      |             |                              |
| 116 | 2                  | "JJ"                         | Charles S. Carroll   | Erica Messer                        | 29 tháng 9 năm 2010  | 602         | 14.57                        |
| Khi một cô gái ở Maryland mất tích và nghi phạm chính vượt qua bài kiểm tra phát hiện nói dối mặc cho là người cuối cùng thấy cô gái còn sống, BAU cố lấy lời thú tội và đối phó với bố mẹ bảo vệ quá mức của cô gái mất tích. Trong khi đó, JJ suy ngẫm vụ thăng chức lớn mà làm cô rời đội.                                                          |                    |                              |                      |                                     |                      |             |                              |
| 117 | 3                  | "Remembrance of Things Past" | Glenn Kershaw        | Janine Sherman Barrois              | 6 tháng 10 năm 2010  | 604         | 13.87                        |
| Khi hai phụ nữ ở Bristol, Virginia bị tra tấn, quan hệ qua hậu môn, và giật điện chết, BAU tiến hành xác định tội ác có phải do một sát nhân hàng loạt sung mãn (Daniel J. Travanti) đã giết hai mươi phụ nữ hơn chín năm mà chưa bị bắt gây ra không.                                                                                                 |                    |                              |                      |                                     |                      |             |                              |
| 118 | 4                  | "Compromising Positions"     | Guy Norman Bee       | Breen Frazier                       | 13 tháng 10 năm 2010 | 603         | 14.00                        |
| Khi hai cặp đôi ở Akron, Ohio bị giết sau khi bị ép quan hệ tình dục, BAU đi truy bắt một sát nhân nỗ lực cân bằng bệnh liệt dương của mình. Trong khi đó, Garcia tình nguyện đảm nhận vị trí liên lạc truyền thông còn trống. |                    |                              |                      |                                     |                      |             |                              |
| 119 | 5                  | "Safe Haven"                 | Andy Wolk            | Alicia Kirk                         | 20 tháng 10 năm 2010 | 605         | 14.46                        |
| Khi hai gia đình ở Trung Tây bị giết trong nhà họ, BAU cố gắng truy lùng một thiếu niên tâm thần có mong muốn trừng phạt nhân vật mẫu quyền. Trong khi đó, Morgan được một người quen cũ viếng thăm. |                    |                              |                      |                                     |                      |             |                              |
| 120 | 6                  | "Devil's Night"              | Charlie Haid         | Randy Huggins                       | 27 tháng 10 năm 2010 | 606         | 13.94                        |
| Khi vụ mới nhất trong chuỗi đốt phá tiền Halloween chết người xảy ra ở Detroit, Michigan, BAU đi phân tích và truy lùng một sát nhân hàng loạt đòi trả thù những người đã hủy hoại cuộc đời hắn. |                    |                              |                      |                                     |                      |             |                              |
| 121 | 7                  | "Middle Man"                 | Rob Spera            | Rick Dunkle                         | 3 tháng 11 năm 2010  | 607         | 14.58                        |
| Khi ba vũ công thoát y Indiana bị bắt cóc, hiếp và giết sau khi bị giữ hai ngày, BAU ra tay phân tích một đội giết người gồm ba người và giải cứu nạn nhân bị bắt cóc mới nhất. |                    |                              |                      |                                     |                      |             |                              |
| 122 | 8                  | "Reflection of Desire"       | Anna J. Foerster     | Simon Mirren                        | 10 tháng 11 năm 2010 | 608         | 12.56                        |
| Khi một phụ nữ ở Washington, D.C. mất tích được tìm thấy có môi bị cắt và một tờ giấy bí ẩn bị nhét xuống cổ cô ấy, BAU đi truy lùng một kẻ bắt cóc mới nổi ép nạn nhân của hắn diễn lại một cảnh trong phim từ những năm 1950. Trong khi đó, Garcia nỗ lực giúp đội xác định danh tính sát nhân bằng cách tiết lộ cuộc sống riêng tư của cô.          |                    |                              |                      |                                     |                      |             |                              |
| 123 | 9                  | "Into the Woods"             | Glenn Kershaw        | Kimberly Ann Harrison               | 17 tháng 11 năm 2010 | 609         | 14.39                        |
| Khi một cậu bé 10 tuổi mất tích được tìm thấy đã chết ở đường mòn Appalachian và anh chị em mất tích sau đó, BAU đi bắt một kẻ giết trẻ em ấu dâm chịu trách nhiệm cho cái chết của tám đứa trẻ. |                    |                              |                      |                                     |                      |             |                              |
| 124 | 10                 | "What Happens at Home"       | Jan Eliasberg        | Edward Allen Bernero                | 8 tháng 12 năm 2010  | 610         | 14.23                        |
| Khi ba phụ nữ Las Cruces, New Mexico bị siết cổ chết, BAU tuyển học viên FBI Ashley Seaver (Rachel Nichols) giúp họ xác định danh tính sát nhân hàng loạt đang trốn giữa một khu dân cư được canh gác nghiêm ngặt. Trong khi đó, đội phát hiện một bí mật đen tối về một người trong họ.                                                               |                    |                              |                      |                                     |                      |             |                              |
| 125 | 11                 | "25 to Life"                 | Charles S. Carroll   | Erica Messer                        | 15 tháng 12 năm 2010 | 611         | 13.77                        |
| Với Hotch nghỉ làm để tưởng niệm ngày chết của Haley, các thành viên còn lại của BAU đi xác định xem một sát nhân được tạm tha có thực hiện tội ác mà hắn bị phạt không. Trong khi đó, Prentiss tiếp cận Rossi với một yêu cầu bất thường liên quan đến việc huấn luyện học viên kém của Seaver.                                                       |                    |                              |                      |                                     |                      |             |                              |
| 126 | 12                 | "Corazon"                    | John Gallagher       | Katarina Wittich                    | 19 tháng 1 năm 2011  | 612         | 12.02                        |
| Khi ba cư dân Miami, Florida được tìm thấy đã chết trong nhà họ, BAU xác định kẻ giết người bị ám ảnh với việc hoàn thành một nghi thức cụ thể trong tôn giáo người Caribbean gốc Phi. Trong khi đó, Reid nghi ngờ tình trạng sức khỏe của mình sau khi bị đau đầu và ảo giác kéo dài.                                                                 |                    |                              |                      |                                     |                      |             |                              |
| 127 | 13                 | "The Thirteenth Step"        | Doug Aarniokoski     | Janine Sherman Barrois              | 26 tháng 1 năm 2011  | 613         | 12.77                        |
| Khi hai vụ xả súng ở hai trạm xăng tại Montana lấy mạng mười bốn người, BAU phân tích ra một cặp mới cưới và ngăn chặn họ đi tàn sát. Trong khi đó, Prentiss nhận tin bất an về một bóng ma từ quá khứ của cô. |                    |                              |                      |                                     |                      |             |                              |
| 128 | 14                 | "Sense Memory"               | Rob Spera            | Randy Huggins                       | 9 tháng 2 năm 2011   | 614         | 13.67                        |
| BAU trở lại Los Angeles, California để xác định một lộ trình kì lạ của sát nhân hàng loạt sau khi ba phụ nữ bị bắt cóc, dìm chết trong methanol, và được tìm thấy với một mẫu da cắt từ chân phải của họ. Trong khi đó, Morgan để ý thay đổi đáng kể trong hành vi của Prentiss.                                                                       |                    |                              |                      |                                     |                      |             |                              |
| 129 | 15                 | "Today I Do"                 | Ali Selim            | Alicia Kirk                         | 16 tháng 2 năm 2011  | 615         | 12.85                        |
| Khi một sinh viên Syracuse, New York chưa tốt nghiệp mất tích và sự biến mất của cô có liên kết đến một vụ án bốn tháng trước, BAU đi phân tích một sát nhân hàng loạt tàn ác coi bản thân họ là một huấn luyện viên tạo động lực. Trong khi đó, Prentiss dấy lên lo ngại sau khi nhận tin từ đồng nghiệp Interpol cũ.                                 |                    |                              |                      |                                     |                      |             |                              |
| 130 | 16                 | "Coda"                       | Rob Hardy            | Rick Dunkle                         | 23 tháng 2 năm 2011  | 616         | 13.15                        |
| Khi một cặp đôi Lafayette Parish, Louisiana mất tích và con trai bị tự kỷ của họ đi vào trường với máu đầy người, BAU tiến hành phân tích một kẻ bắt cóc quen biết người bị bắt cóc. Trong khi đó, nhiệm vụ bí mật truy lùng kẻ thù lớn nhất của đội Interpol của Prentiss đạt đến cao trào động trời.                                                 |                    |                              |                      |                                     |                      |             |                              |
| 131 | 17                 | "Valhalla"                   | Charles S. Carroll   | Simon Mirren & Erica Messer         | 2 tháng 3 năm 2011   | 617         | 14.37                        |
| Khi hai gia đình ở Washington, D.C. được tìm thấy đã chết từ bằng chứng giết người tự sát rõ ràng và một kẻ phục kích đe dọa họ, BAU đi bắt một tội phạm quốc tế (Timothy V. Murphy) nhất quyết hoàn thành lộ trình nham hiểm của hắn. Trong khi đó, Prentiss cố giữ bí mật quá khứ của cô khỏi đội.                                                   |                    |                              |                      |                                     |                      |             |                              |
| 132 | 18                 | "Lauren"                     | Matthew Gray Gubler  | Breen Frazier                       | 16 tháng 3 năm 2011  | 618         | 13.73                        |
| Khi Prentiss biến mất sau cái chết của một đồng nghiệp Interpol cũ, BAU tái hợp với JJ trong nỗ lực tìm hiểu thêm về mối quan hệ trong quá khứ của đồng nghiệp đang mất tích của họ với kẻ khủng bố Ian Doyle và chuỗi các sự kiện dẫn đến vụ bắt giữ hắn tám năm trước.                                                                               |                    |                              |                      |                                     |                      |             |                              |
| 133 | 19                 | "With Friends Like These..." | Anna J. Foerster     | Janine Sherman Barrois              | 30 tháng 3 năm 2011  | 619         | 13.05                        |
| Với Prentiss chết và Seaver chính thức là đặc vụ FBI và thành viên của đội, BAU đi xác định một đội sát nhân tâm lý bầy đàn có chịu trách nhiệm cho án mạng hai cư dân Portland, Oregon không. Trong khi đó, Reid trở nên xúc động sau một sự kiện biến động bất ngờ thay đổi cuộc điều tra.                                                           |                    |                              |                      |                                     |                      |             |                              |
| 134 | 20                 | "Hanley Waters"              | Jesse Warn           | Alicia Kirk & Randy Huggins         | 6 tháng 4 năm 2011   | 620         | 14.08                        |
| Khi một vụ xả súng tại một cửa hàng súng ở Tampa, Florida lấy mạng bốn người, BAU nỗ lực phân tích một sát nhân mới nổi kiên quyết triệt hạ một mục tiêu cụ thể. Trong khi đó, Hotch thẩm vấn từng thành viên trong đội về cảm xúc của họ trước mất mát của Prentiss.                                                                                  |                    |                              |                      |                                     |                      |             |                              |
| 135 | 21                 | "The Stranger"               | Nelson McCormick     | Kimberly Ann Harrison & Rick Dunkle | 13 tháng 4 năm 2011  | 621         | 13.59                        |
| Khi ba sinh viên ở San Diego, California bị đâm chết trong nhà ngoài khuôn viên trường của họ, BAU đi truy lùng một kẻ rình mò biến thành sát nhân hàng loạt nhắm vào phụ nữ giống với một gương mặt từ quá khứ của hắn. Trong khi đó, Hotch bị đánh giá sau khi trưởng bộ phận Strauss bắt đầu xem xét các mẫu đánh giá đau buồn của đội.             |                    |                              |                      |                                     |                      |             |                              |
| 136 | 22                 | "Out of the Light"           | Doug Aarniokoski     | Roger Hedden                        | 4 tháng 5 năm 2011   | 622         | 12.90                        |
| Khi những vết thương của một phụ nữ ở Bắc Carolina đồng nhất với những vết thương được tìm thấy trên một cái xác chưa xác định danh tính được phát hiện ba năm trước, BAU tiến hành phân tích một kẻ xâm hại tình dục và xác định xem có còn nạn nhân khác không.                                                                                      |                    |                              |                      |                                     |                      |             |                              |
| 137 | 23                 | "Big Sea"                    | Glenn Kershaw        | Jim Clemente & Breen Frazier        | 11 tháng 5 năm 2011  | 623         | 13.29                        |
| Khi một đội sửa đường ống nước ở Jacksonville, Florida phát hiện mười hai bộ xương được chôn trong một mộ tập thể, BAU tiến hành lập một kết nối giữa các nạn nhân và sát nhân. Trong khi đó, Morgan đưa ảnh hưởng cá nhân vào vụ án sau khi người dì của anh đến Florida với nghi ngờ rằng đứa con gái mất tích của bà là trong số những người chết.  |                    |                              |                      |                                     |                      |             |                              |
| 138 | 24                 | "Supply & Demand"            | Charles S. Carroll   | Erica Messer                        | 18 tháng 5 năm 2011  | 624         | 12.84                        |
| Khi hai người mất tích được tìm thấy đã chết trong cốp xe của một người chết, BAU làm việc với đặc vụ giám sát Andi Swann (Amy Price-Francis) và Lực lượng chống buôn người trong nước của FBI để triệt phá một tổ chức buôn người. Trong khi đó, Hotch cảnh báo đội về khả năng tái cơ cấu và một gương mặt quen thuộc đưa ra một quyết định bất ngờ. |                    |                              |                      |                                     |                      |             |                              |

## Băng đĩa
| The Complete Sixth Season                                                                         |                                                                                                   | | | |
| Chi tiết bộ đĩa                                                                                   | Chi tiết bộ đĩa                                                                                   | Nội dung đặc biệt | Nội dung đặc biệt | |
| - 24 tập - Bộ 6 đĩa - Tỉ lệ khung hình: 1.85:1 - Phụ đề: Tiếng Anh - Tiếng Anh: Dolby Digital 5.1 | - 24 tập - Bộ 6 đĩa - Tỉ lệ khung hình: 1.85:1 - Phụ đề: Tiếng Anh - Tiếng Anh: Dolby Digital 5.1 | - Thực hiện Criminal Minds mùa 6 - Hiện trường vụ án - Từ kịch bản đến màn ảnh: Đặc vụ ngã xuống - Greg St. Johns' CMS6 Yearbook - Cảnh phim gây cười - Đoạn phim bị xóa | - Thực hiện Criminal Minds mùa 6 - Hiện trường vụ án - Từ kịch bản đến màn ảnh: Đặc vụ ngã xuống - Greg St. Johns' CMS6 Yearbook - Cảnh phim gây cười - Đoạn phim bị xóa | - Thực hiện Criminal Minds mùa 6 - Hiện trường vụ án - Từ kịch bản đến màn ảnh: Đặc vụ ngã xuống - Greg St. Johns' CMS6 Yearbook - Cảnh phim gây cười - Đoạn phim bị xóa |
| Ngày phát hành DVD                                                                                |                                                                                                   | | | |
| Vùng 1                                                                                            | Vùng 2                                                                                            | Vùng 4 | | |
| 6 tháng 9 năm 2011                                                                                | 28 tháng 11 năm 2011                                                                              | 30 tháng 11 năm 2011 | | |